# 생활환경지능

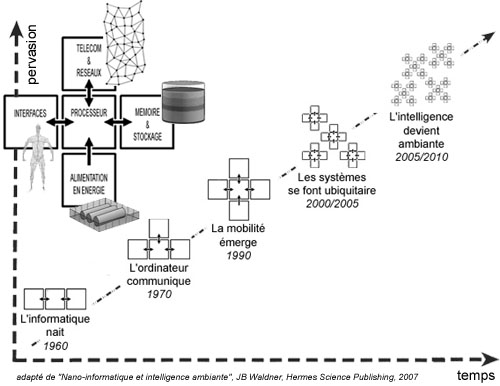
컴퓨팅의 (예측되는) 발전도 (1960~2010년)

생활환경지능(ambient intelligence; AmI 앰비언트 인텔리전스[*])은 사람의 존재에 민감하게 반응하는 전자 환경을 가리킨다. 생활환경지능은 본래 1990년대 말에 엘리 젤카와 그의 팰로알토 벤처스 팀에 의해 개발된 전자제품, 전기 통신, 컴퓨팅의 2010~2020년 미래의 비전이다. 생활환경지능 세계에서 장치들은 사람들이 이 장치들을 연결하는 네트워크에 숨겨진 정보와 지능(예: 사물인터넷)를 사용하여 자신들의 일상 생활 활동, 일, 의식을 보다 쉽고 자연스러운 방법으로 전달할 수 있도록 지원한다. 이러한 장치들은 더 작아지고 우리 환경으로의 연결과 통합이 더 강화되며 사용자 인터페이스가 사용자에 의해 지각될 때까지 이 기술은 우리 주위로 사라진다.
생활환경지능 패러다임은 퍼베이시브 컴퓨팅, 유비쿼터스 컴퓨팅, 프로파일링, 상황 인지, 인간 중심의 컴퓨터 상호작용 디자인 위에서 만들어지며 이는 다음과 같은 시스템 및 기술의 특징이 있다:
- 임베디드: 네트워크화된 수많은 장치들이 환경에 통합된다
- 상황 인지: 이러한 장치들은 사용자와 사용자의 환경 상황을 인지할 수 있다
- 개인화: 사용자의 필요에 길들여질 수 있다
- 적응 행동: 사용자에 대응하여 변화할 수 있다
- 예측: 의식의 중재 없이 요구를 예측할 수 있다

생활환경지능의 일반적인 환경은 가정 환경이지만 노동 공간(오피스, 공동 작업), 공용 공간(스마트 스트리트 라이트와 같은 기술 기반), 병원 환경으로까지 확대될 수 있다.

## 기술
다음과 같이 다양한 기술을 사용하여 생활환경지능 환경을 활성화할 수 있다.(Gasson & Warwick 2007)
- 블루투스 로우 에너지(Bluetooth Low Energy)
- RFID
- Ict implant
- 센서 앰비언트 광 센서 (광검출기)  온도계 근접 센서 동작 탐지기
- 소프트웨어 에이전트
- 감성 컴퓨팅
- 나노 기술
- 바이오메트릭스

## 같이 보기
- 증강현실
- 사이보그
- 사물 인터넷
- 모바일 컴퓨팅
- RFID
- 센서
- 유비쿼터스 컴퓨팅
- 무선 센서 네트워크